# Audi Coupé
Con il nome di Audi Coupé s'identificano due generazioni di autovetture sportive di fascia medio-alta, entrambe derivate dalle berline 80, prodotte tra il 1980 e il 1996 dalla casa automobilistica tedesca Audi.

## Storia
L'Audi Coupé venne concepita come alternativa economica alla brutale e costosa Audi quattro, che affiancò fin dall'inizio nella gamma della casa di Ingolstadt. A differenza di quest'ultima, però, dell'Audi Coupé furono prodotte due generazioni: la prima, siglata B2, venne prodotta in un arco di tempo che andò dal 1980 al 1987, mentre la seconda, lanciata sul mercato nel 1988 in sostituzione della B2, venne invece siglata come B3 e fu prodotta fino al 1996 anche nella potente versione S2, che in qualche modo raccolse l'eredità spirituale dell'Audi quattro ma non le sue glorie in campo sportivo. Cessata la produzione dell'ultima Coupé, vi fu il lancio della prima generazione dell'Audi TT, che però era più compatta, essendo realizzata sul pianale della Volkswagen Golf, e quindi non riprese appieno quello che era il posizionamento originario della Coupé nel mercato automobilistico. Per oltre una decina di anni la situazione non cambiò: la vera erede dell'Audi Coupé comparve infatti solo nel 2007, quando la casa dei quattro anelli lanciò sul mercato la prima generazione dell'A5, coupé derivata dalla quarta generazione dell'Audi A4.
In totale furono 242.875 gli esemplari di Audi Coupé prodotti, di cui 169.017 della prima generazione e i restanti 73.858 della seconda.

## Galleria fotografica
| Audi Coupé B2 | Audi Coupé B3 | Audi Coupé S2 |
| ------------- | ------------- | ------------- |
|               |               |               |
|               |               |               |
| 1980-1987     | 1988-1996     | 1990-1995     |